# Supertaça Cândido de Oliveira 1989
La Supertaça Cândido de Oliveira 1989 è stata l'11ª edizione di tale edizione, l'annuale incontro di apertura della stagione calcistica portoghese che vede di fronte i vincitori della Primeira Divisão della stagione precedente e della Taça de Portugal (o la finalista di quest'ultima in caso il vincitore di campionato e coppa coincidano).
Nella Supercoppa del 1989 si affrontarono il Benfica (campione della Primeira Divisão 1988-89) e il Belenenses, detentore della Taça de Portugal.

## Tabellini

### Andata
| Arbitro: | Marçal (Lisbona) |

|                   |           |  |
| Vata 16’ Lima 53’ | Marcatori |  |

| Benfica | Belenenses |

#### Formazioni
| Benfica             |    |                  |     |     |
|                     |    |                  |     |     |
| P                   | 1  | Silvino          |     |     |
| D                   |    | José Carlos      |     |     |
| D                   |    | Paulo Madeira    |     |     |
| D                   |    | Samuel           |     |     |
| D                   |    | António Veloso   |     |     |
| C                   |    | Abel Campos      |     |     |
| C                   |    | Vítor Paneira    |     |     |
| C                   |    | António Pacheco  | 75’ |     |
| C                   | 10 | Valdo            |     |     |
| A                   | 9  | Vata             |     |     |
| A                   |    | Lima             |     | 68’ |
| Sostituiti:         |    |                  |     |     |
| P                   |    | Manuel Bento     |     |     |
| D                   |    | António Fonseca  |     |     |
| C                   |    | Ademir Alcântara |     |     |
| C                   |    | Fernando Chalana |     |     |
| A                   |    | Paulo Sousa      |     | 68’ |
| Allenatore:         |    |                  |     |     |
| Sven-Göran Eriksson |    |                  |     |     |

| Belenenses      |   |                   |     |     |
|                 |   |                   |     |     |
| P               | 1 | Borislav Mihajlov |     |     |
| D               | 2 | Álvaro Teixeira   | 77’ |     |
| D               |   | Carlos Ribeiro    | 55’ |     |
| D               |   | João Galo         |     | 45’ |
| D               |   | Rui Gregório      |     |     |
| D               |   | Carlos Grosso     |     |     |
| C               |   | Juanico           |     |     |
| C               |   | Macaé             | 57’ | 72’ |
| A               |   | Adão              |     |     |
| A               |   | Chiquinho Conde   |     |     |
| A               |   | Chico Faria       |     |     |
| Sostituiti:     |   |                   |     |     |
| P               |   | Fernando Justino  |     |     |
| D               |   | Edmundo Silva     |     | 45’ |
| C               |   | Jaime Mercês      |     |     |
| C               |   | Paulo Monteiro    |     | 72’ |
| A               |   | Jorge Silva       |     |     |
| Allenatore:     |   |                   |     |     |
| Hristo Mladenov |   |                   |     |     |

### Ritorno
| Arbitro: | Correia (Lisbona) |

|  |           |                               |
|  | Marcatori | 7’ (aut.) Macaé 75’ Magnusson |

| Belenenses | Benfica |

#### Formazioni
| Belenenses        |   |                   |  |     |
|                   |   |                   |  |     |
| P                 | 1 | Borislav Mihajlov |  |     |
| D                 |   | Álvaro Teixeira   |  |     |
| D                 |   | Edmundo Silva     |  |     |
| D                 |   | João Galo         |  |     |
| D                 | 3 | José António      |  |     |
| D                 |   | Carlos Ribeiro    |  | 46’ |
| C                 |   | Juanico           |  |     |
| C                 |   | Macaé             |  |     |
| C                 |   | Paulo Monteiro    |  | 60’ |
| C                 |   | Adão              |  |     |
| A                 |   | Chico Faria       |  |     |
| Sostituiti:       |   |                   |  |     |
| C                 |   | Jaime Mercês      |  | 60’ |
| A                 |   | Chiquinho Conde   |  | 46’ |
| Allenatore:       |   |                   |  |     |
| António Dominguez |   |                   |  |     |

| Benfica             |    |                  |  |     |
|                     |    |                  |  |     |
| P                   | 1  | Silvino          |  |     |
| D                   |    | José Carlos      |  |     |
| D                   |    | Aldair           |  |     |
| D                   | 3  | Samuel           |  |     |
| D                   |    | António Veloso   |  |     |
| C                   |    | Jonas Thern      |  |     |
| C                   |    | Vítor Paneira    |  |     |
| C                   | 7  | Valdo            |  |     |
| A                   |    | Abel Campos      |  | 57’ |
| A                   |    | António Pacheco  |  | 67’ |
| A                   | 11 | Mats Magnusson   |  |     |
| Sostituiti:         |    |                  |  |     |
| C                   |    | Diamantino       |  | 57’ |
| C                   |    | Fernando Chalana |  | 67’ |
| Allenatore:         |    |                  |  |     |
| Sven-Göran Eriksson |    |                  |  |     |